# Endropiodes
Endropiodes is een geslacht van vlinders van de familie spanners (Geometridae), uit de onderfamilie Ennominae.

## Soorten
- E. abjecta Butler, 1879
- E. circumflexa Inoue, 1976
- E. indictinaria Bremer, 1864